# Ауди Тип M
Ауди Тип M (на немски: Audi Typ M) е модел на Ауди от горен клас, произвеждан между 1924 и 1927 година. Пред публика е представен за първи път на автоизложението в Берлин през 1923 г. Този модел е наследник на по-малкия Тип К.
Двигателят е шестцилиндров редови с обем 4.7 литра. Мощността му е 70 к.с. (51 kW), максималната скорост – 120 км/ч. Автомобилът е със задно задвижване и четиристепенна скоростна кутия. Спирачките са хидравлични на четирите колела.
Предлага се във варианта четиривратна лимузина от типа Пулман. Този доста скъп автомобил, от който са произведени 228 бройки почти води до банкрут на Ауди.
Наследник на този модел от 1928 г. е Ауди Тип R.